# Alpské lyžování

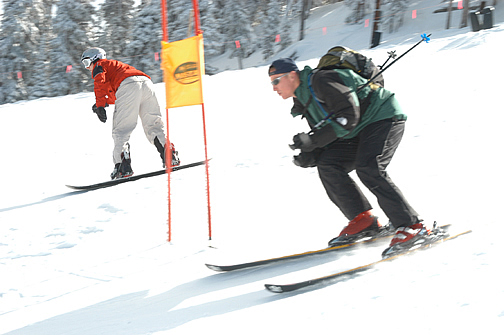
Alpské lyžování

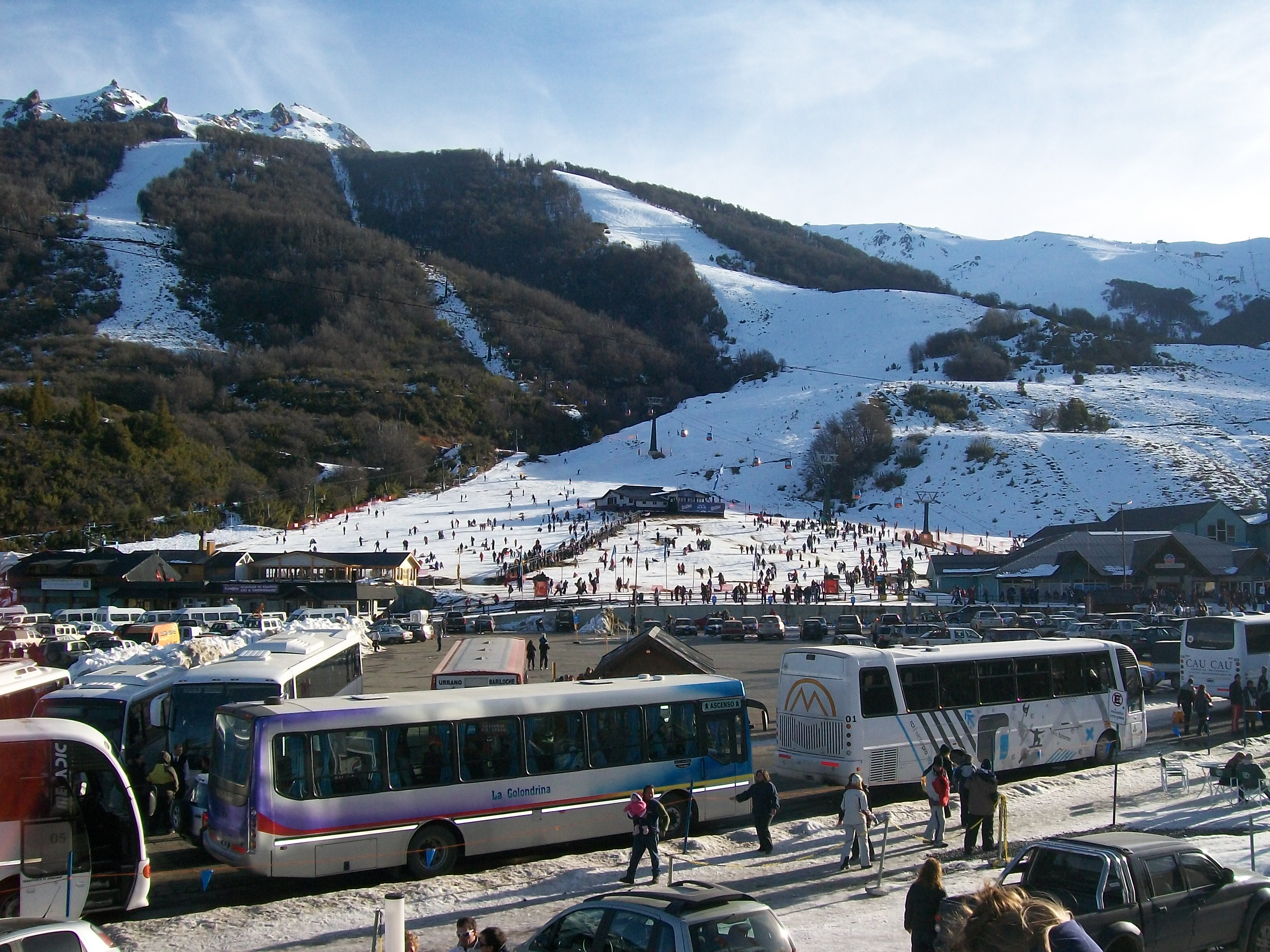
Alpské lyžování na Bariloche (Argentina)

Alpské lyžování (někdy též zvané sjezdové lyžování) je odvětví závodního lyžování, v němž se závodník snaží o projetí dané trati ze svahu dolů v co nejkratším čase. Trať je na svahu vyznačena bránami, které závodníci musí projet způsobem odpovídajícím pravidlům konkrétní disciplíny.
Lyže pro sjezdové lyžování mají vázání s pevnou patou, na rozdíl od jiných typů lyžování (běžky nebo skoky na lyžích), které využívají vázáním s volnou patou.

## Historie
Historie lyžování začíná v pravěku mezi 8000-7000 lety před naším letopočtem. Z té doby pochází prkna různých velikostí a tvarů nalezených v zachovalém stavu v rašeliništích. Lyže byly původně využívány k dopravě a rychlejšímu pohybu po sněhu. V polovině 19. století Sondre Norheim poprvé použil lyže ke sportu a rekreaci. 
Konkrétně za zakladatele alpského lyžování je považován rodák z Kožichovic Matyáš Žďárský, který vyvinul pevné ocelové vázání a zavedl zatáčky. Jeho technika spočívala v tzv. přívratných obloucích, jízdě v pluhu a podepírání se holí, což mu umožňovalo se držet jeho lyžařských principů: schopnost zvládnout jakýkoli terén, všechny překážky a dosahovat lyžování bez pádů.
Alpské lyžování bylo poprvé zařazeno do programu zimních olympijských her v roce 1936 na čtvrté zimní Olympiádě, jež se konala v Garmisch-Partenkirchenu.

## Disciplíny

### Technické disciplíny

#### Slalom
Slalom se jezdí na trati, která je nejkratší ze všech disciplín a má brány nejblíže u sebe. Dosahované rychlosti jsou nejnižší ze všech disciplín a závodníci trať projíždějí krátkými oblouky v rychlém sledu. Závod se jezdí dvoukolovým systémem na stejném svahu v jednom dni, pro každé kolo je postavena jiná trať. Pořadí je určeno součtem časů z obou kol, vítězem se stává závodník s nejrychlejším celkovým časem. Doporučená vzdálenost tyčí od sebe je asi 13 metrů (v případě tradičních oblouků).

#### Obří slalom
Obří slalom je technická disciplína, která se jede na dvě kola ve stejný den. Trať závodu má od 30 do 65 branek.

### Rychlostní disciplíny

#### Super-G (super obří slalom)
Při super-G závodníci dosahují mnohem větších rychlostí než u technických disciplín, zároveň musejí více a přesněji zatáčet než u sjezdu.

#### Sjezd
Sjezd je nejrychlejší disciplínou alpského lyžování. Trať je nejdelší ze všech disciplín a brány v podstatě jen ohraničují trať. Sjezd obsahuje náročné oblouky ve vysokých rychlostech, skoky a rovné pasáže. Závod se jezdí jednokolovým systémem. Vítězem se stává závodník s nejrychlejším časem.

### Alpská kombinace
Alpská kombinace se skládá z jednoho kola sjezdu a jednoho kola slalomu (v minulosti bývala slalomová kola dvě). Všechny časy jsou sečteny a vítězem je závodník s nejkratším celkovým časem. Sjezd a slalom do kombinace se konají odděleně od samostatných disciplín a jsou také kratší. Kombinace se dělí na tři následující podkategorie.

#### Superkombinace
Je to výsledek jednoho kola slalomu provedeného podle pravidel této disciplíny a sjezdu nebo superobřího slalomu. Závod se skládá ze dvou kol. Sjezd nebo superobří slalom se musí uskutečnit na trati homologované specificky pro tyto disciplíny. Slalom se může konat na této trati. Obě kola se mají uskutečnit v jednom dni. 

#### Klasická kombinace
Je to výsledek závodu ve sjezdu a ve slalomu. Každý závod je hodnocen samostatně. Pokud je slalom pořádán jako druhá disciplína, startují ve druhém kole závodníci označení jako kombinační jezdci písmeny „K“ nebo „ZK“ na konci startovního pole, pokud se neumístili v první třicítce.

#### Zvláštní formy kombinace
Jsou povoleny kombinace složené ze tří nebo čtyř disciplín.